# Strange Wilderness
Strange Wilderness ("Grandes Animais"pt ou "Programa Animal"br) é um filme estadunidense cômico que foi lançado, em 1 de Fevereiro de 2008 nos EUA.

## Sinopse
O apresentador Peter Gaulke (Steve Zahn) e seu ajudante Fred Wolf (Allen Covert) tem um programa de TV sobre animais selvagens chamado "Strange Wilderness", que está em um declínio nas pesquisas de audiência. Desesperados para permanecer no ar, eles bolam um plano para achar a mais estranha criatura na terra, o Pé Grande. Mas quando pigmeus assassinos, um guarda muito estranho e um peru amoroso ameaçam encurtar a expedição, a equipe do Programa Animal descobre que, mesmo com muito bom humor, a natureza é uma péssima mãe.

## Elenco
| - Steve Zahn - Peter Gaulke - Allen Covert - Fred Wolf - Justin Long - Junior - Jonah Hill - Lynn Cooker - Robert Patrick - Gus Hayden - Ashley Scott - Cheryl - Harry Hamlin - Sky Pierson - Ernest Borgnine - Milas | - Jeff Garlin - Ed Lawson - Kevin Heffernan - Whitaker - John Farley - Mountain Doctor - Peter Dante - Danny Guiterrez - Oliver Hudson - TJ, domador de animais - Blake Clark - Dick - Seth Rogen - Guarda do helicóptero |

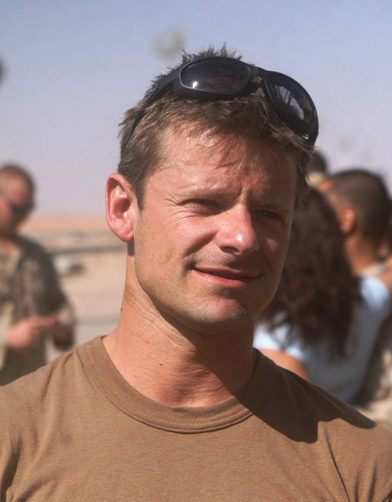
Steve Zahn
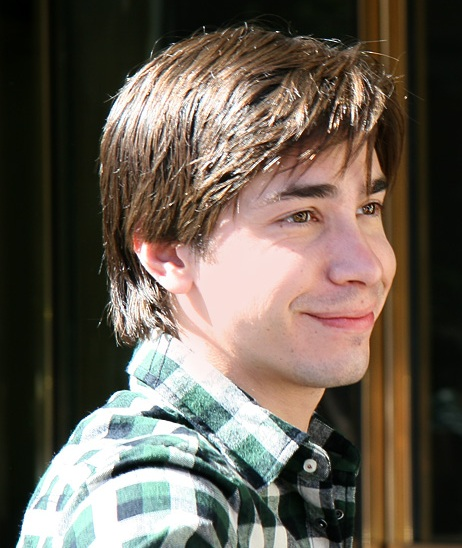
Justin Long
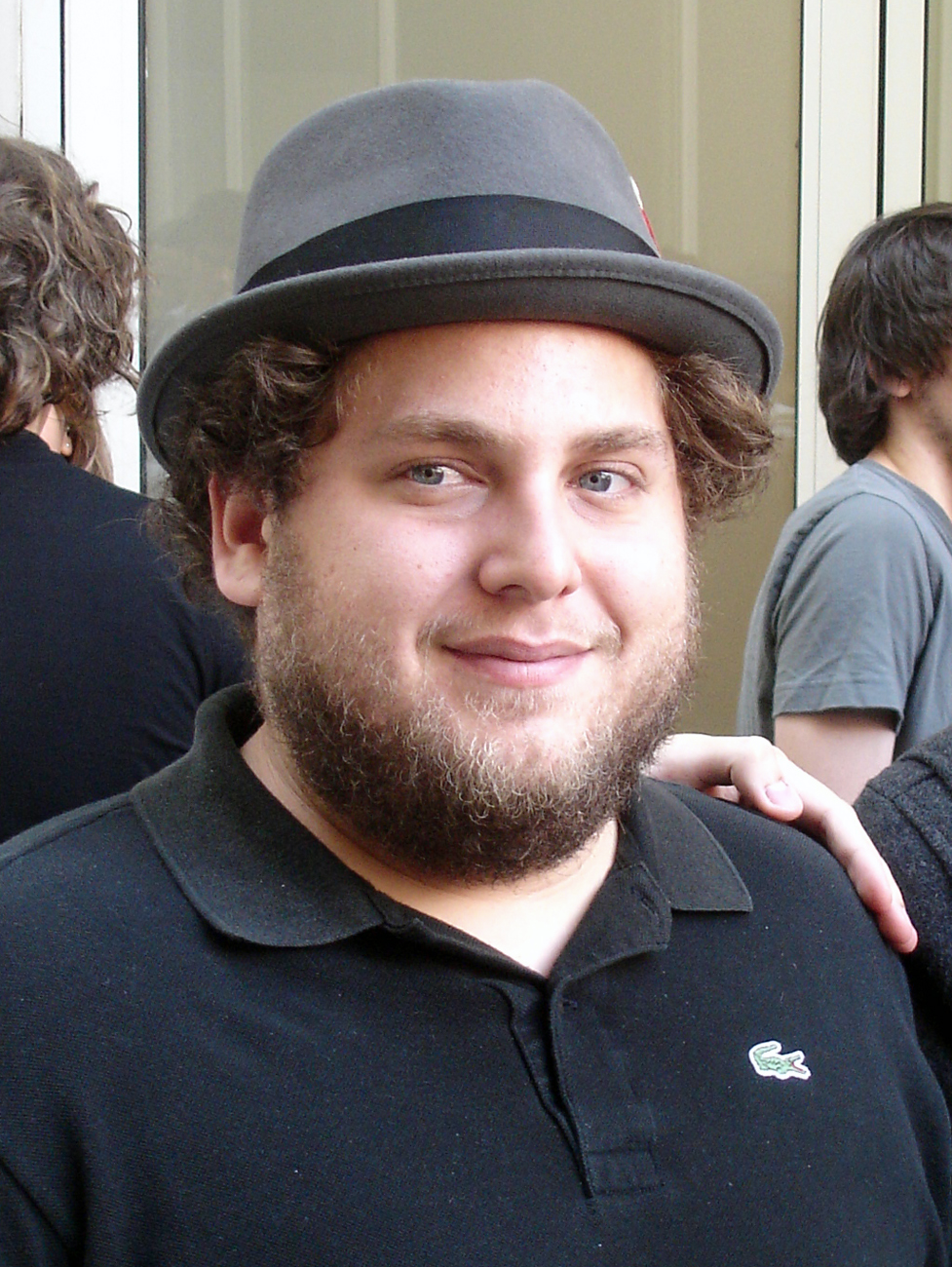
Jonah Hill
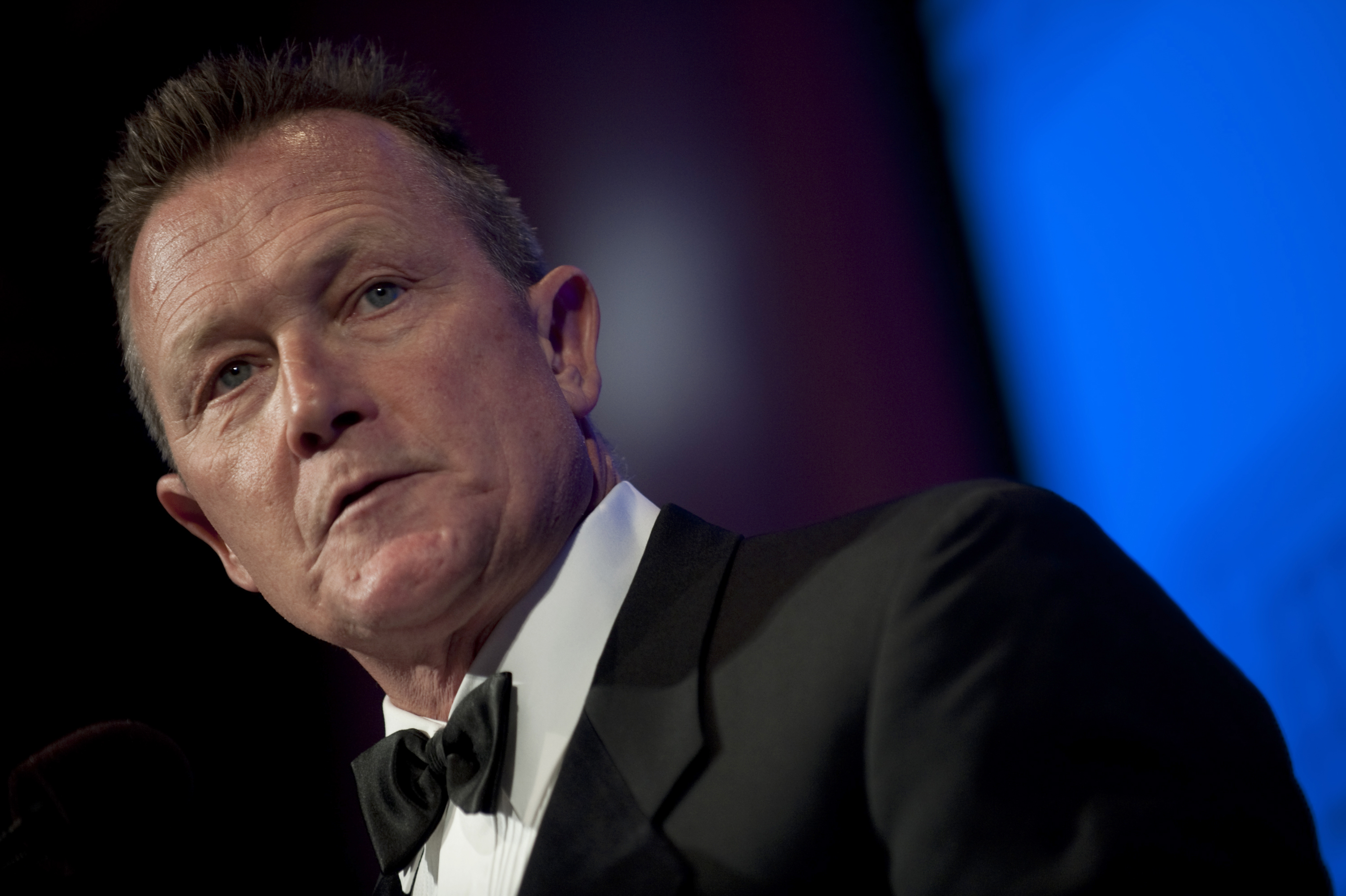
Robert Patrick
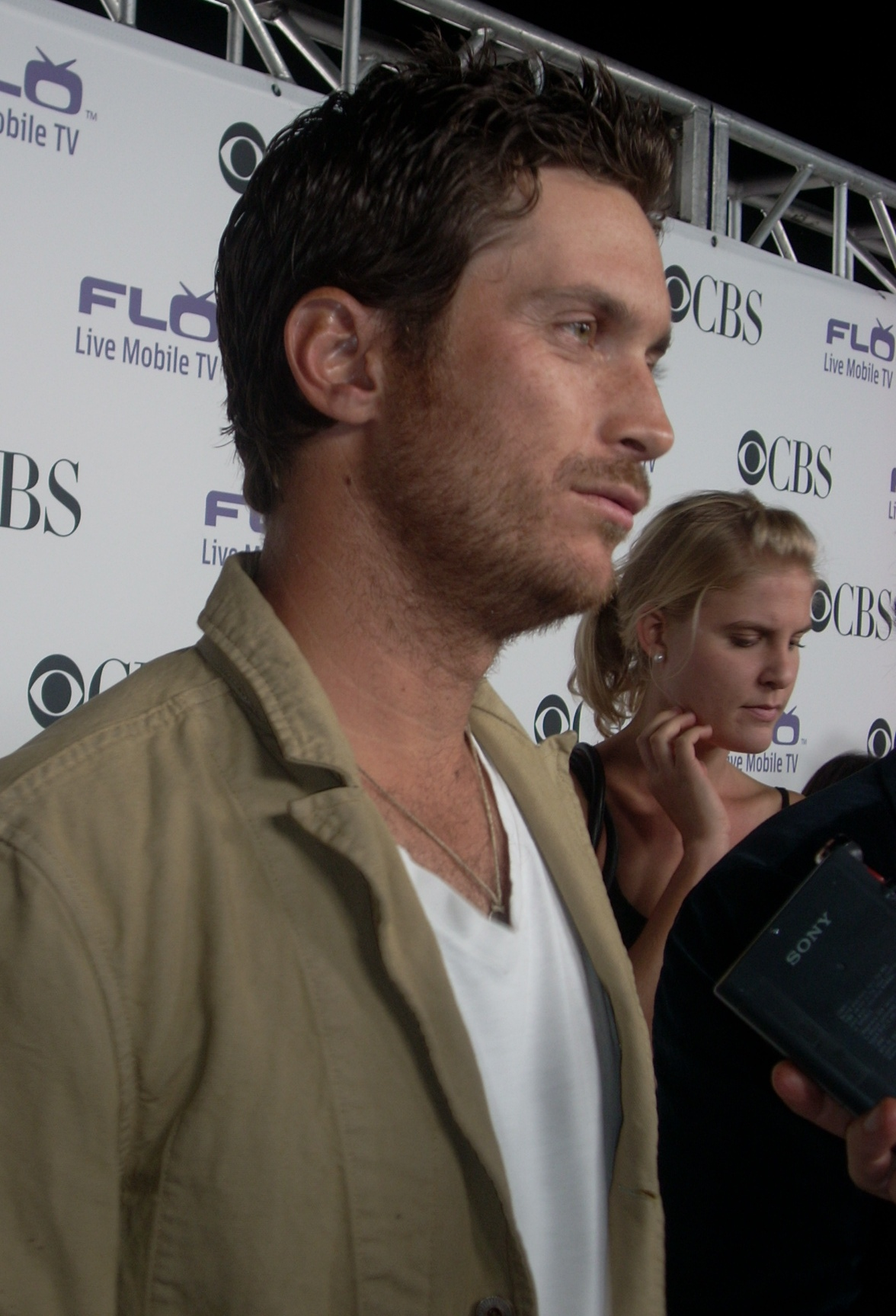
Oliver Hudson
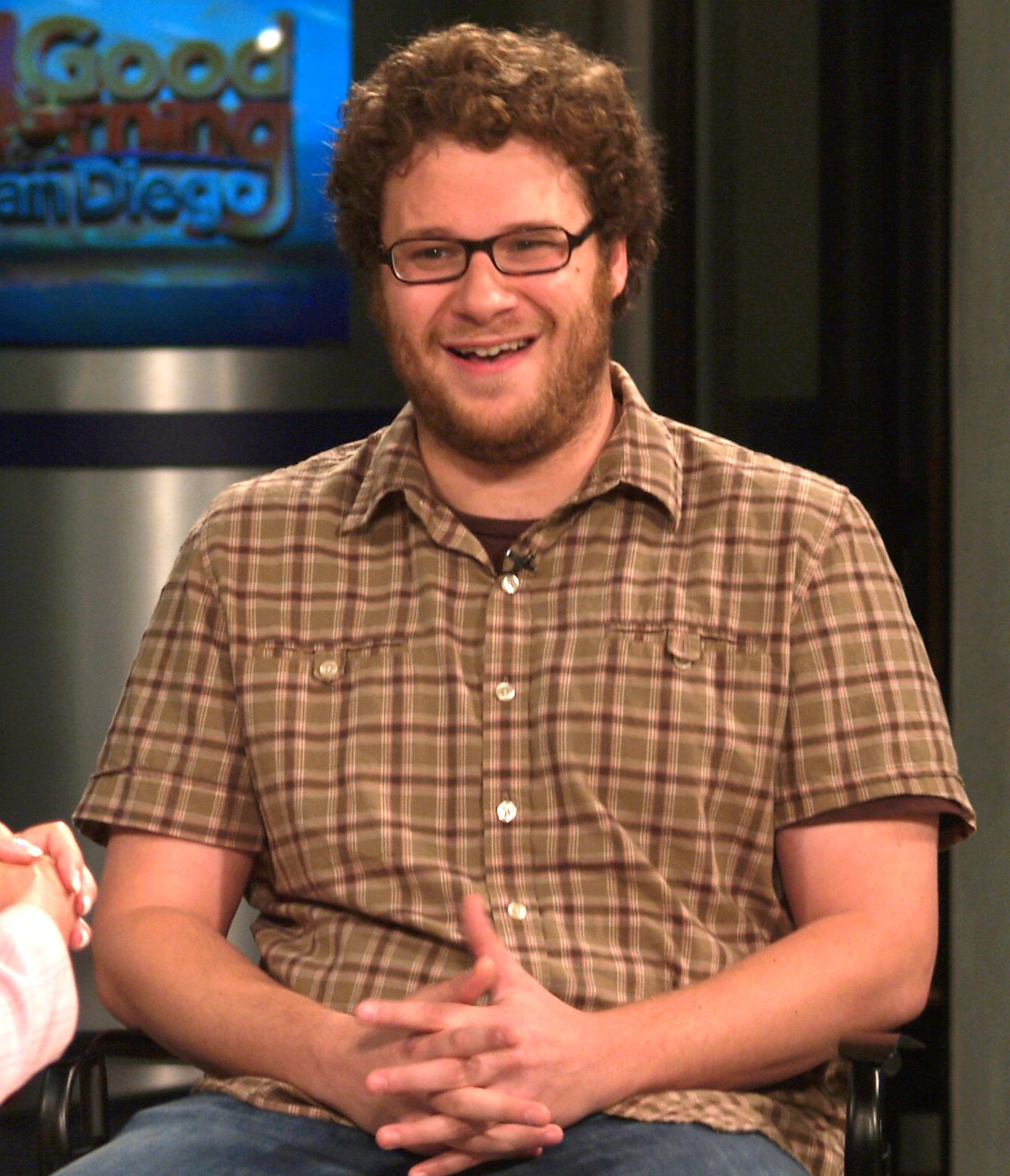
Seth Rogen
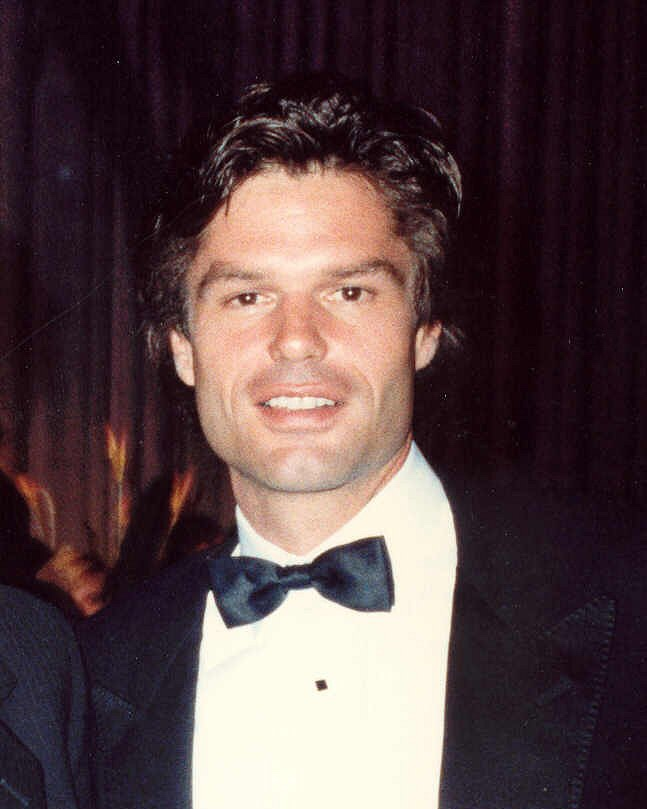
Harry Hamlin